# 丹尼尔·李森科
丹尼尔·谢尔盖耶维奇·李森科（俄语：Данил Сергеевич Лысенко；1997年5月19日—）是一名专长于跳高的俄罗斯田径运动员。他在2017年世界田径锦标赛上以授权中立运动员身份获得银牌。